# Ladislav Kofránek
Ladislav Jan Kofránek (24. června 1880 Vojice u Hořic – 20. října 1954 Praha) byl český sochař a loutkář, člen Československé akademie věd a umění.

## Život
Ladislav Kofránek v letech 1894-1898 absolvoval C. k. odbornou školu sochařsko-kamenickou v Hořicích a v letech 1898-1902 studoval na Akademii výtvarných umění v Praze v sochařské speciálce Josefa Václava Myslbeka.
Stejně jako jeho spolužáci a vrstevníci byl ovlivněn secesním symbolismem a přivítal v Praze výstavu a návštěvu francouzského sochaře Augusta Rodina (1902).
Sám poprvé vystavoval roku 1902 s Krasoumnou jednotou v Rudolfinu a již na této výstavě obdržel první cenu (dívčí akt, Po koupeli, 1902). Následovala další ocenění v letech 1904 a 1905, kdy získal za vystavené práce cestovní stipendium a se spolužákem Janem Štursou, se kterým se spřátelil již na Akademii, podnikl studijní cestu po Evropě, postupně navštívili Německo, Francii, Anglii, Belgii, Holandsko a Itálii. Od roku 1898 do roku 1949 byl členem SVU Mánes.
Za první světové války byl na italské frontě (1915-1918), kde později vytvořil pomník padlých v Logu pod Mangartom. Roku 1930 se stal členem zednářské lóže Sibi et posteris.
Věnoval se především monumentální tvorbě figurálních děl, alegorickým sochám pro výzdobu architektury, pomníkům a portrétům. Účastnil se až do pozdního věku mnoha sochařských soutěží a byl velmi pilný. Přesto jeho dílo zůstává poněkud ve stínu slavnějších vrstevníků Bohumila Kafky, Josefa Mařatky či Jana Štursy.
Ladislav Kofránek zemřel v Praze 20. října 1954 ve věku 74 let. Pohřben byl na Šáreckém hřbitově.

### Ocenění
- 1902 první cena za sochu na výstavě Krasoumné jednoty v Rudolfinu
- 1907 Turkova cena za portrétní studii malíře Vratislava Nechleby
- 1927 zvolen řádným členem České akademie věd a umění
- 1950 čestná cena Československé akademie věd a umění
- 1951 cena fondu J. Mánesa za životní dílo a za návrh na Jiráskův pomník pro Prahu (nerealizován)

## Dílo

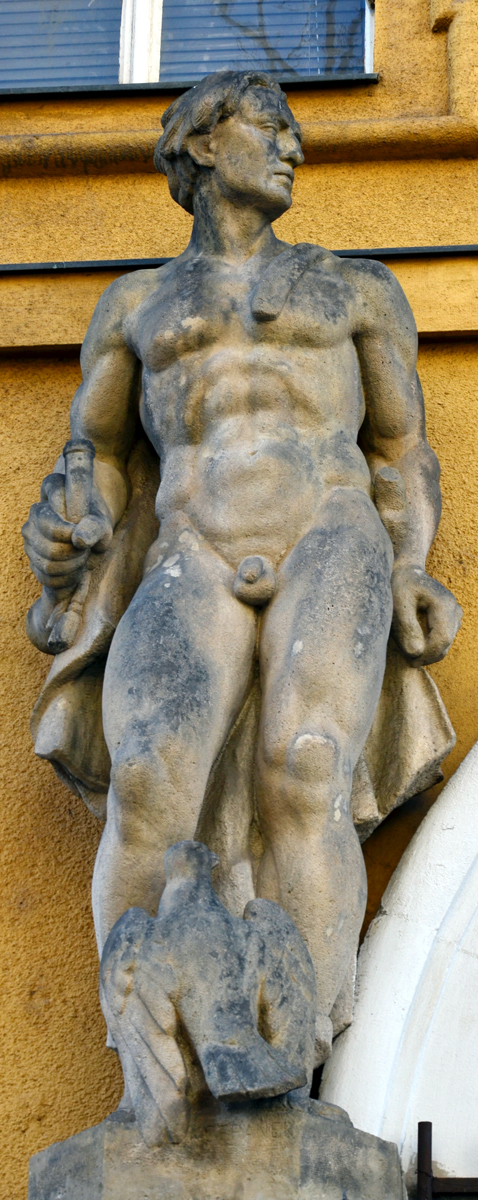
Ladislav Kofránek, MTÚ, Fibichova, Praha, 1926

Z výchozího secesního symbolismu (Do divadla), zahrnujícího i portrétní tvorbu, postupně dospěl ke klasickému realismu (Žena s kahancem, Snění). V jeho secesních plastikách a během následujícího návratu k archaické řecké stylizaci lze nacházet určité styčné body zejména s Janem Štursou.
Roku 1913 vystavil reliéfy Křížové cesty, které napovídaly spíše oživení zájmu o gotické umění. Kofránek odmítal kubismus a po válce jen formálně zjednodušil modelaci a dospěl k jistému zhrubnutí a ostřejší modelaci tvaru (Jan Žižka, Prométheus, návrh na pomník Svatopluka Čecha). Ve 20. letech, kdy se věnoval monumentálním dekorativním realizacím, se přiklonil ke klasicizujícímu pojetí v souladu s dobovými požadavky na pomníkovou tvorbu. Kofránek získal řadu zakázek na výzdobu nově postavených veřejných staveb - bank, ministerstva, knihovny, telefonní ústředny, mostu. Spolu s architektem Kamilem Roškotem spolupracoval v letech 1934-1935 na úpravách hrobky českých králů v Katedrále sv. Víta (erby).
Některé jeho návrhy zůstaly nerealizovány (výzdoba Filosofické fakulty UK v Praze, kašna pro Přelouč, soutěžní návrhy pomníky Jana Žižky a na pomník Jana Husa pro Prahu, k poslednímu z nich se dochovala pozoruhodná kresba kubistického podstavce).
V době První republiky vytvořil sérii loutek pro Loutkové divadlo Umělecké výchovy.

### Známá díla
- 1904 Poprsí malíře Alfréda Justitze, MU Olomouc
- 1904 Snění, GMU v Hradci Králové, GHMP[6]
- 1904 Nemocné děvče, GHMP Praha[7]
- 1915 Socha Jana Husa s kalichem a knihou, bronz (modeletto, Národní muzeum Praha)
- 1916 Poprsí Františka Ženíška, bronz, na rodinné hrobce malíře, Olšanské hřbitovy (uloupeno)
- 1929 Čtyři alegorické postavy, travertin (Městská knihovna, Praha)
- 1935 Soška stojícího Jana Křtitele, bronz (Dorotheum Praha 2018)[8]
- 1939 Podobizna F. Křižíka, bronz; OG v Liberci
- 1939 Poprsí muže (továrníka A. J. Votruby), GHMP [9]
- Busta F. A. Šuberta, Národní divadlo
- 1943 Busta Antonína Jindry, ředitele Všeobecné pojišťovny, bronz[10]
- 1949 Busta Aloise Jiráska, GHMP[11]

### Realizace

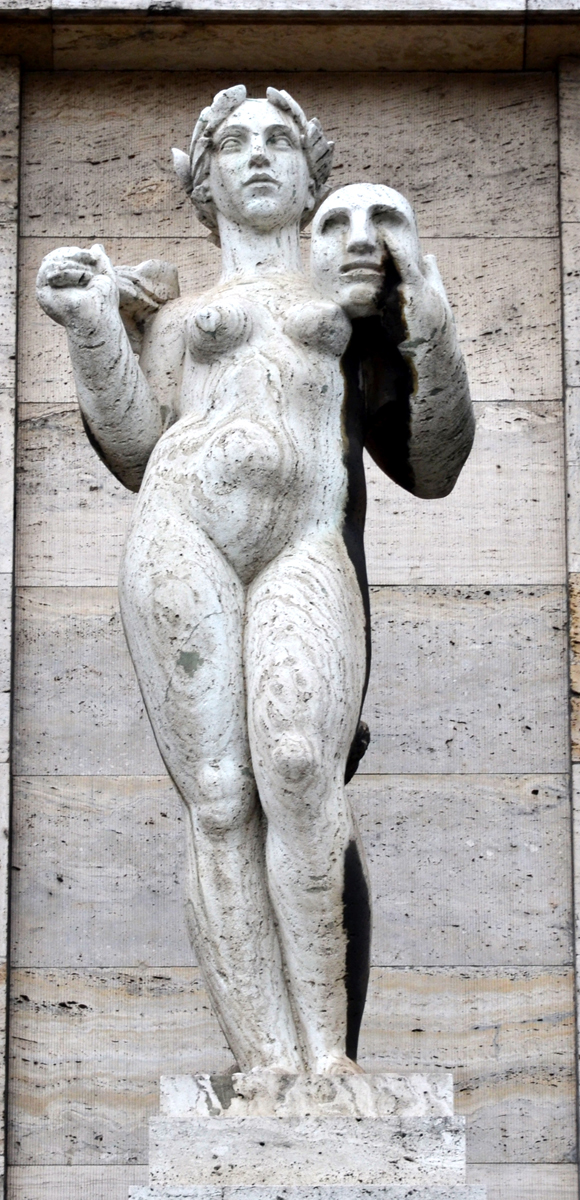
Ladislav Kofránek, Alegorie divadla (travertin), Městská knihovna v Praze, 1929

- 1912 reliéfy, Hlávkův most v Praze
- 1912 fontána pro město Přelouč (s arch.Pavlem Janákem, nerealizováno)[12]
- pomník Chrabrým obráncům Rombonu, Vojenský hřbitov z 1. sv. války v Logu pod Mangartom[13]
- pomník Svobody - památník obětem 1. světové války, Vojice
- sochy na průčelí Národní banky v Praze
- sochy na průčelí banky v Plzni
- 1923 pamětní deska Františka Kouckého na sokolovně v Hnidousích (s J. Volfem)[14]
- 1926 čtyři sochy, průčelí Mezinárodní telefonní ústředny, Fibichova, Praha - Žižkov
- 1929 Šest alegorických soch (travertin), Městská knihovna v Praze[15]

### Zastoupení ve sbírkách
- Národní galerie v Praze
- Národní muzeum, Praha
- GASK (České muzeum výtvarných umění v Praze)
- Galerie hlavního města Prahy
- Oblastní galerie v Liberci
- Galerie moderního umění v Hradci Králové
- Muzeum umění Olomouc
- Alšova jihočeská galerie v Hluboké nad Vltavou
- Galerie plastik, Vrch Gotthard, Hořice
- Národní divadlo moravské, Brno

## Odkazy

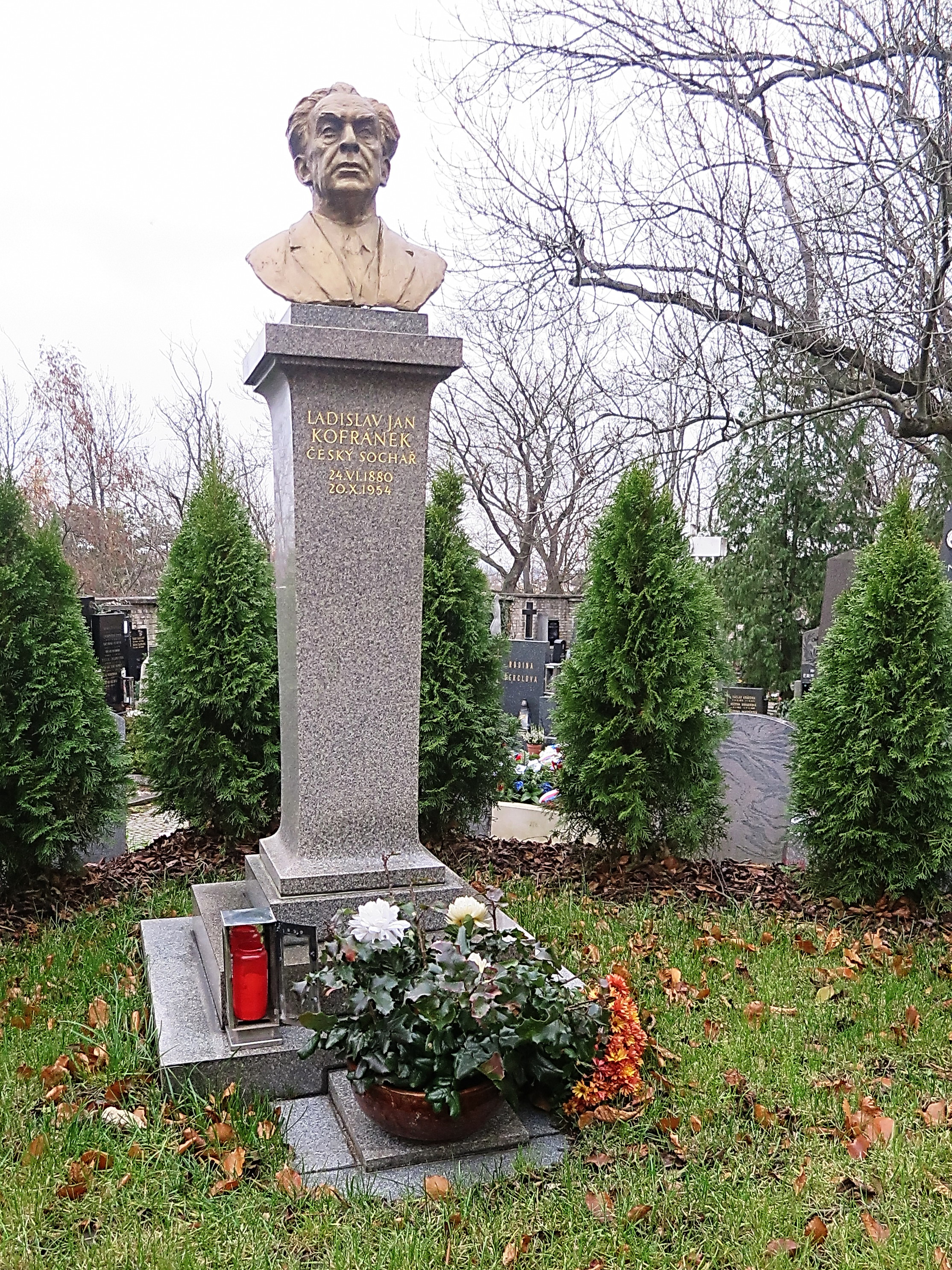
Hrob na Šáreckém hřbitově v Praze

#### Články v časopisech
- 1955,	Macková Olga, Ladislav Kofránek (K nedožité pětasedmdesátce dne 24. června 1955), Výtvarná práce, 3,12,1955/07/01,6-6
- 1956,	Rouček Rudolf, Dílo sochaře L. J. Kofránka, Výtvarné umění, 6,3,1956/04/30,104-110